# Luís António Parreira
 Luís António Parreira  (Ilha Terceira, Açores, Portugal — Ilha Terceira, Açores, Portugal).

## Biografia
Foi um político e militar português, foi condecorado com a medalha n.° 3, de D. Pedro e D. Maria. Exerceu por várias vezes o cargo de Administrador do concelho de Angra do Heroísmo.